# Dmitrij Babienko
Dmitrij Aleksandrowicz Babienko (ros. Дмитрий Александрович Бабенко; ur. 22 marca 1985 w Ałmaty) – kazachski łyżwiarz szybki. Uczestnik Zimowych Igrzysk Olimpijskich w 2006, 2010 i 2014 roku.

## Kariera
W lutym 2004 roku Babienko zadebiutował na Pucharze Świata, a w sezonie 2011/12 osiągnął swój największy – jak dotąd sukces na tej imprezie – 10. miejsce w klasyfikacji startu masowego. Na Zimowych Igrzyskach Olimpijskich w 2006 roku zajął 23. miejsce na dystansie 5000 m, w 2010 na tym samym dystansie był 15, a w 2014 roku w Soczi, ukończył trzy biegi: 1500 m zajmując, 30. miejsce, 5000 m – 15. miejsce i 10 000 m – 12. Dmitrij jest dwukrotnym mistrzem, wicemistrzem i brązowym medalistą Azji w łyżwiarstwie szybkim. Zdobył też 2 srebrne i 3 brązowe medale na Zimowych igrzyskach azjatyckich.

### Rekordy życiowe
| Dystans  | Rezultat | Data       | Miejsce |
| -------- | -------- | ---------- | ------- |
| 500 m    | 36,83    | 18.03.2006 | Calgary |
| 1000 m   | 1.10,21  | 18.11.2007 | Calgary |
| 1500 m   | 1.44,96  | 8.11.2013  | Calgary |
| 3000 m   | 3.40,15  | 2.11.2013  | Calgary |
| 5000 m   | 6.20,32  | 17.11.2007 | Calgary |
| 10 000 m | 13.10,31 | 2.12.2012  | Astana  |

Jest autorem 22 rekordów Kazachstanu.